# Stand Up (canción)
«Stand Up» es una canción del artista estadounidense Ludacris en colaboración con la rapera Shawnna, extraída de su álbum Chicken & Beer. Salió a la venta en 2003 y se convirtió en el primer número uno de los artistas. La canción está producida por el rapero Kanye West, quien también escribió unas líneas de la canción. La canción está en su mayoría escrita por el propio Ludacris.
La canción consiste en tres versos (interpretados por Luda) y unos coros intermediarios entre versos (interpretados a dúo por Ludacris y Shawnna).
Hay un remix de la canción en la cual el tercer verso de Ludacris se elimina y se incluye uno nuevo por Kanye West.
Llegó al número uno de la lista de los Estados Unidos durante una sola semana, la del 6 de diciembre, donde también fue certificado con el disco de oro. y llegando al puesto 3# en Reino Unido.

## Video
El video está dirigido por Dave Meyers. Tiene una corte subrrealista muy propias de su autor. La historia consiste en Luda y sus compinches de DTP intentando entrar en un club, al mismo tiempo Luda va eligiendo unas chicas, de la cola para entrar, para que lo acompañen, una vez dentro, los líos y las escenas surrealiastas se van sucediendo.

## Posicionamiento en listas
| Lista (2003-04)                        | Mejor posición |
| -------------------------------------- | -------------- |
| Alemania (Media Control AG)            | 56             |
| Australia (ARIA)                       | 30             |
| Austria (Ö3 Austria Top 40)            | 63             |
| Estados Unidos (Billboard Hot 100)     | 1              |
| Estados Unidos (Hot Rap Tracks)        | 1              |
| Estados Unidos (Hot R&B/Hip-Hop Songs) | 1              |
| Estados Unidos (Pop Songs)             | 9              |
| Irlanda (IRMA)                         | 43             |
| Italia (FIMI)                          | 19             |
| Nueva Zelanda (Recorded Music NZ)      | 13             |
| Reino Unido (UK Singles Chart)         | 14             |
| Suiza (Schweizer Hitparade)            | 22             |

| Lista (2000–2009)                  | Posición |
| ---------------------------------- | -------- |
| Estados Unidos (Billboard Hot 100) | 87       |

### Sucesión en listas
| Anterior: «Baby Boy» de Beyoncé con Sean Paul | Billboard Hot R&B/Hip-Hop Singles — Sencillo Nro 1 1 de noviembre de 2003 — 29 de noviembre de 2003 | Siguiente: «Step in the Name of Love» de R. Kelly |
| Anterior: «Baby Boy» de Beyoncé con Sean Paul | Billboard Hot 100 — Sencillo Nro 1 6 de diciembre de 2003 — 13 de diciembre de 2003                 | Siguiente: «Hey Ya!» de OutKast                   |